# Елиця Костова
Елиця Костова (нар. 10 квітня 1990) — колишня болгарська тенісистка.
Найвищу одиночну позицію світового рейтингу — 130 місце досягла 12 вересня 2016, парну — 154 місце — 26 жовтня 2015 року.
Здобула 6 одиночних та 7 парних титулів.
Завершила кар'єру 2021 року.

## Виступи у турнірах Великого шолома
| W | Ф | ПФ | ЧФ | #Р | КТ | К# | DNQ | A | NH |

### Одиночний розряд
| Турнір                                 | 2011 | 2012 | 2013 | 2014 | 2015 | 2016 | 2017 | 2018 | 2019 | 2020 | 2021 | W–L |
| -------------------------------------- | ---- | ---- | ---- | ---- | ---- | ---- | ---- | ---- | ---- | ---- | ---- | --- |
| Відкритий чемпіонат Австралії з тенісу |      | К2р  |      |      | К1р  |      | К1р  | К2р  | К1р  | К1р  | К1р  | 0–0 |
| Відкритий чемпіонат Франції з тенісу   | К1р  | К1р  |      |      | К1р  | К1р  | К2р  | К1р  |      | К2р  | К2р  | 0–0 |
| Вімблдонський турнір                   | К1р  | К1р  |      |      | К2р  | К1р  | К2р  | К1р  |      | NH   | К2р  | 0–0 |
| Відкритий чемпіонат США з тенісу       | К2р  | К2р  |      | К1р  | К1р  | К3р  |      | К1р  | К1р  |      |      | 0–0 |
| В-П                                    | 0–0  | 0–0  | 0–0  | 0–0  | 0–0  | 0–0  | 0–0  | 0–0  | 0–0  | 0–0  | 0–0  | 0–0 |
| Загальна статистика                    |      |      |      |      |      |      |      |      |      |      |      |     |
| Рейтинг на кінець року                 | 148  | 224  | 264  | 219  | 252  | 132  | 205  | 214  | 193  | 210  | 316  |     |

## Фінали ITF

### Одиночний розряд: 25 (6–19)
| Легенда            |
| ------------------ |
| турніри $100,000   |
| турніри $80,000    |
| $50/60,000 турніри |
| турніри $25,000    |
| турніри $15,000    |
| турніри $10,000    |

| Фінали за покриттям |
| ------------------- |
| Тверде (2–11)       |
| Ґрунт (4–8)         |
| Трава (0–0)         |
| Килим (0–0)         |

| Результат | W–L  | Дата     | Турнір                            | Рівень  | Покриття   | Суперниця                 | Рахунок             |
| --------- | ---- | -------- | --------------------------------- | ------- | ---------- | ------------------------- | ------------------- |
| Поразка   | 0–1  | Кві 2008 | ITF Анталія, Туреччина            | 10,000  | Ґрунт      | Мішелль Герардс           | 2–6, 6–2, 6–7(3)    |
| Перемога  | 1–1  | Чер 2008 | ITF Алкобаса, Португалія          | 10,000  | Тверде     | Аманда Каррерас           | 3–6, 6–2, 6–2       |
| Поразка   | 1–2  | Гру 2008 | ITF Вінарос, Іспанія              | 10,000  | Ґрунт      | Конні Перрен              | 4–6, 2–6            |
| Перемога  | 2–2  | Лис 2009 | ITF Гавр, Франція                 | 10,000  | Ґрунт (i)  | Зіна Гаас                 | 6–0, 6–4            |
| Поразка   | 2–3  | Лют 2010 | ITF Албуфейра, Португалія         | 10,000  | Тверде     | Евеліна Майр              | 4–6, 4–6            |
| Поразка   | 2–4  | Лип 2010 | ITF Мон-де-Марсан, Франція        | 25,000  | Ґрунт      | Петра Цетковська          | 2–6, 2–6            |
| Поразка   | 2–5  | Лип 2010 | ITF Ле-Контамін, Франція          | 25,000  | Тверде     | Андреа Сестіні Главачкова | 5–7, 6–0, 4–6       |
| Поразка   | 2–6  | Лис 2010 | ITF Веллінгтон, Нова Зеландія     | 25,000  | Тверде     | Сема Еріка                | 2–6, 6–3, 4–6       |
| Поразка   | 2–7  | Гру 2010 | Bendigo International, Австралія  | 25,000  | Тверде     | Тімеа Бабош               | 6–3, 3–6, 5–7       |
| Поразка   | 2–8  | Лют 2011 | ITF Валі-ду-Лобу, Португалія      | 10,000  | Тверде     | Алісон ван Ейтванк        | 4–6, 6–4, 2–6       |
| Поразка   | 2–9  | Лип 2011 | Open Pozoblanco, Іспанія          | 50,000  | Тверде     | Елені Даніліду            | 3–6, 2–6            |
| Поразка   | 2–10 | Сер 2011 | Empire Slovak Open, Словаччина    | 50,000  | Ґрунт      | Івонн Мойсбургер          | 6–0, 2–6, 0–6       |
| Поразка   | 2–11 | Сер 2011 | ITF Коксейде, Бельгія             | 25,000  | Ґрунт      | Кікі Бертенс              | 2–6, 1–6            |
| Перемога  | 3–11 | Жов 2011 | ITF Добрич, Болгарія              | 25,000  | Ґрунт      | Елена Богдан              | 7–6(6), 6–2         |
| Поразка   | 3–12 | Лис 2011 | ITF Бенікарло, Іспанія            | 25,000  | Ґрунт      | Гарбінє Мугуруса          | 6–7(3), 7–6(4), 3–6 |
| Поразка   | 3–13 | Кві 2013 | ITF Діжон, Франція                | 15,000  | Тверде (i) | Крістіна Барруа           | 3–6, 5–7            |
| Поразка   | 3–14 | Лис 2013 | ITF Newbraunfels, США             | 50,000  | Тверде     | Анна Татішвілі            | 4–6, 4–6            |
| Перемога  | 4–14 | Чер 2014 | Open Montpellier, Франція         | 25,000  | Ґрунт      | Софія Ковалець            | 7–5, 6–1            |
| Поразка   | 4–15 | Лис 2014 | ITF Шарм-еш-Шейх, Єгипет          | 25,000  | Тверде     | Маргарита Гаспарян        | 3–6, 0–6            |
| Поразка   | 4–16 | Лют 2015 | Open Andrézieux-Bouthéon, Франція | 25,000  | Тверде (i) | Маргарита Гаспарян        | 4–6, 4–6            |
| Перемога  | 5–16 | 2016     | Hungarian Ladies Open, Угорщина   | 100,000 | Ґрунт      | Вікторія Томова           | 6–0, 7–6(3)         |
| Поразка   | 5–17 | Вер 2017 | Henderson Open, США               | 60,000  | Тверде     | Сесил Каратанчева         | 4–6, 6–4, 5–7       |
| Поразка   | 5–18 | Бер 2018 | ITF Пула, Італія                  | 25,000  | Ґрунт      | Башак Ерайдин             | 4–6, 1–6            |
| Перемога  | 6–18 | Чер 2019 | ITF Санта-Маргарита, Іспанія      | 25,000  | Тверде     | Аріна Родіонова           | 7–5, 6–3            |
| Поразка   | 6–19 | Чер 2019 | ITF Пршеров, Чехія                | 25,000  | Ґрунт      | Ангеліна Калініна         | 1–6, 6–4, 1–6       |

### Парний розряд 21 (7–14)
| Легенда            |
| ------------------ |
| турніри $100,000   |
| турніри $80,000    |
| $50/60,000 турніри |
| турніри $25,000    |
| турніри $15,000    |
| турніри $10,000    |

| Фінали за покриттям |
| ------------------- |
| Тверде (1–9)        |
| Ґрунт (5–5)         |
| Трава (0–0)         |
| Килим (1–0)         |

| Результат | W–L  | Дата     | Турнір                         | Рівень  | Покриття   | Партнерка            | Суперниці                              | Рахунок           |
| --------- | ---- | -------- | ------------------------------ | ------- | ---------- | -------------------- | -------------------------------------- | ----------------- |
| Поразка   | 0–1  | Лис 2009 | ITF Екердревіль, Франція       | 10,000  | Тверде (i) | Кінні Лайсне         | Еліксан Лекемія Констанс Сібій         | 4–6, 3–6          |
| Перемога  | 1–1  | Тра 2011 | ITF Загреб, Хорватія           | 25,000  | Ґрунт      | Барбара Собашкевич   | Ані Міячика Ана Врлич                  | 1–6, 6–3, [12–10] |
| Перемога  | 2–1  | Чер 2012 | ITF Злін, Чехія                | 25,000  | Ґрунт      | Ясмина Тиньїч        | Вероніка Сепеде Ройг Тельяна Перейра   | 4–6, 6–1, [10–8]  |
| Поразка   | 2–2  | Кві 2013 | ITF Діжон, Франція             | 15,000  | Тверде (i) | Марина Шамайко       | Ніколе Клеріко Джулія Гатто-Монтіконе  | 4–6, 2–6          |
| Поразка   | 2–3  | Тра 2013 | ITF Касабланка, Марокко        | 25,000  | Ґрунт      | Сандра Заневська     | Юстіна Озга Анна Цая                   | 4–6, 2–6          |
| Перемога  | 3–3  | Вер 2013 | Open Сен-Мало, Франція         | 25,000  | Ґрунт      | Флоренсія Молінеро   | Катінка фон Дайхманн Ніна Зандер       | 6–2, 6–4          |
| Поразка   | 3–4  | Гру 2013 | ITF Мадрид, Іспанія            | 25,000  | Тверде     | Євгенія Родіна       | Демі Схюрс Ева Ваканно                 | 1–6, 2–6          |
| Поразка   | 3–5  | Чер 2014 | Bredeney Open, Німеччина       | 25,000  | Ґрунт      | Їсалін Бонавентюре   | Крістіна Барруа Татьяна Марія          | 2–6, 2–6          |
| Поразка   | 3–6  | Чер 2014 | Open Монпельє, Франція         | 25,000  | Ґрунт      | Сюй Цзеюй            | Інес Феррер Суарес Сара Соррібес Тормо | 6–2, 3–6, [10–12] |
| Поразка   | 3–7  | Гру 2014 | Ankara Cup, Туреччина          | 50,000  | Тверде (i) | Олександра Корашвілі | Екатеріне Горгодзе Настя Колар         | 4–6, 6–7(5)       |
| Поразка   | 3–8  | Вер 2015 | ITF Софія, Болгарія            | 25,000  | Ґрунт      | Катержина Крамперова | Сопія Шапатава Анастасія Васильєва     | 2–6, 2–6          |
| Поразка   | 3–9  | Вер 2015 | ITF Добрич, Болгарія           | 25,000  | Ґрунт      | Катержина Крамперова | Сопія Шапатава Анастасія Васильєва     | 2–6, 0–6          |
| Поразка   | 3–10 | Жов 2015 | ITF Рок-Гілл, США              | 25,000  | Тверде     | Флоренсія Молінеро   | Ема Бургич-Буцко Рената Сарасуа        | 5–7, 2–6          |
| Перемога  | 4–10 | Лип 2017 | Open Contrexéville, Франція    | 100,000 | Ґрунт      | Анастасія Комардіна  | Манон Арканьйолі Сара Чакаревич        | 6–3, 6–4          |
| Поразка   | 4–11 | Сер 2017 | ITF Чизік, Велика Британія     | 25,000  | Тверде     | Кейті Данн           | Лаура-Йоана Андрей Юлія Вахачик        | 5–7, 5–7          |
| Поразка   | 4–12 | Сер 2017 | Mençuna Cup Artvin, Туреччина  | 60,000  | Тверде     | Яна Сізікова         | Габріела Се Анкіта Райна               | 2–6, 3–6          |
| Перемога  | 5–12 | Жов 2017 | ITF Обідуш, Португалія         | 25,000  | Килим      | Яна Сізікова         | Джорджа Брешія Аліче Матеуччі          | w/o               |
| Перемога  | 6–12 | Вер 2018 | Budapest Ladies Open, Угорщина | 60,000  | Ґрунт      | Ульрікке Ейкері      | Дальма Гальфі Река Луца Яні            | 2–6, 6–4, [10–8]  |
| Поразка   | 6–13 | Лис 2018 | ITF Toronto, Канада            | 60,000  | Тверде (i) | Мая Хваліньська      | Шерон Фічмен Марія Санчес              | 0–6, 4–6          |
| Перемога  | 7–13 | Лют 2019 | ITF Трнава, Словаччина         | 25,000  | Тверде (i) | Елена Богдан         | Міхаела Гончова Ганна Позніхіренко     | 7–5, 7–6(5)       |
| Поразка   | 7–14 | Тра 2019 | ITF Santa Margarida, Іспанія   | 25,000  | Тверде     | Samantha Murray      | Сопія Шапатава Емілі Веблі-Сміт        | 4–6, 5–7          |

## Участь у Кубку Федерації
Елиця Костова дебютувала за збірну Болгарії в Кубку Федерації 2008 року. Відтоді, її показники виграшів-поразок: 10–12 в одиночному розряді, 6–6 - в парному (16–18 загалом).

### Одиночний розряд (10–12)
| Розіграш | Раунд  | Дата        | Місце          | Супротивник          | Покриття   | Суперниця               | W/L | Результат               |
| -------- | ------ | ----------- | -------------- | -------------------- | ---------- | ----------------------- | --- | ----------------------- |
| 2008     | Z1 PO  | 2 Лют 2008  | Будапешт (HUN) | Угорщина             | Килим (i)  | Грета Арн               | L   | 2–6, 1–6                |
| 2009     | Z1 RR  | 4 Лют 2009  | Таллінн (EST)  | Естонія              | Тверде (i) | Марет Ані               | L   | 2–6, 2–6                |
| 2009     | Z1 RR  | 6 Лют 2009  | Таллінн (EST)  | Хорватія             | Тверде (i) | Петра Мартич            | L   | 2–6, 1–6                |
| 2009     | Z1 RPO | 7 Лют 2009  | Таллінн (EST)  | Боснія і Герцеговина | Тверде (i) | Сандра Мартинович       | L   | 4–6, 6–0, 2–6           |
| 2010     | Z1 RR  | 5 Лют 2010  | Лісабон (POR)  | Словенія             | Тверде (i) | Маша Зец-Пешкірич       | W   | 7–5, 6–1                |
| 2011     | Z1 RR  | 2 Лют 2011  | Ейлат (ISR)    | Польща               | Тверде     | Магда Лінетт            | W   | 6–4, 4–6, 7–6(7–5)      |
| 2011     | Z1 RR  | 4 Лют 2011  | Ейлат (ISR)    | Ізраїль              | Тверде     | Юлія Глушко             | L   | 0–6, 2–6                |
| 2011     | Z1 RPO | 5 Лют 2011  | Ейлат (ISR)    | Латвія               | Тверде     | Ліга Декмеєре           | W   | 6–3, 6–3                |
| 2012     | Z1 RR  | 1 Лют 2012  | Ейлат (ISR)    | Естонія              | Тверде     | Маргіт Рюйтель          | W   | 6–2, 6–1                |
| 2012     | Z1 RR  | 3 Лют 2012  | Ейлат (ISR)    | Австрія              | Тверде     | Патріція Майр-Ахлайтнер | L   | 3–6, 3–6                |
| 2013     | Z1 RR  | 8 Лют 2013  | Ейлат (ISR)    | Люксембург           | Тверде     | Лаура Коррея            | W   | 6–1, 6–3                |
| 2014     | Z1 RR  | 4 Лют 2014  | Будапешт (HUN) | Португалія           | Тверде (i) | Мішель Ларшер де Бріту  | L   | 6–4, 2–6, 6–7(3–7)      |
| 2014     | Z1 RR  | 6 Лют 2014  | Будапешт (HUN) | Туреччина            | Тверде (i) | Чагла Бююкакчай         | L   | 6–7(3–7), 1–6           |
| 2014     | Z1 RPO | 9 Лют 2014  | Будапешт (HUN) | Люксембург           | Тверде (i) | Анна Кремер             | W   | 6–3, 6–7(7–9), 7–6(9–7) |
| 2015     | Z1 RR  | 4 Лют 2015  | Будапешт (HUN) | Португалія           | Тверде (i) | Марія Жуан Келер        | W   | 6–2, 6–1                |
| 2015     | Z1 RR  | 5 Лют 2015  | Будапешт (HUN) | Білорусь             | Тверде (i) | Ольга Говорцова         | L   | 2–6, 3–6                |
| 2015     | Z1 RR  | 6 Лют 2015  | Будапешт (HUN) | Грузія               | Тверде (i) | Сопія Шапатава          | W   | 6–3, 7–6(7–4)           |
| 2016     | Z1 RR  | 3 Лют 2016  | Ейлат (ISR)    | Угорщина             | Тверде     | Дальма Гальфі           | W   | 7–5, 6–2                |
| 2016     | Z1 RR  | 4 Лют 2016  | Ейлат (ISR)    | Латвія               | Тверде     | Діана Марцинкевич       | W   | 2–6, 6–3, 6–3           |
| 2016     | Z1 RR  | 5 Лют 2016  | Ейлат (ISR)    | Бельгія              | Тверде     | Їсалін Бонавентюре      | L   | 3–6, 6–3, 3–6           |
| 2017     | Z1 RR  | 8 Лют 2017  | Таллінн (EST)  | Ізраїль              | Тверде (i) | Юлія Глушко             | L   | 3–6, 5–7                |
| 2017     | Z1 RR  | 10 Лют 2017 | Таллінн (EST)  | Естонія              | Тверде (i) | Анетт Контавейт         | L   | 1–6, 3–6                |

### Парний розряд (6–6)
| Розіграш | Раунд  | Дата       | Місце          | Супротивник              | Партнерка  | Покриття             | Суперниці                             | W/L | Результат     |
| -------- | ------ | ---------- | -------------- | ------------------------ | ---------- | -------------------- | ------------------------------------- | --- | ------------- |
| 2009     | Z1 RR  | 4 Лют 2009 | Таллінн (EST)  | Цветана Піронкова        | Тверде (i) | Естонія              | Марет Ані Кая Канепі                  | L   | 1–6, 6–4, 2–6 |
| 2009     | Z1 RR  | 6 Лют 2009 | Таллінн (EST)  | Цветана Піронкова        | Тверде (i) | Хорватія             | Єлена Костанич-Тошич Петра Мартич     | L   | 6–7(3–7), 1–6 |
| 2009     | Z1 RPO | 7 Лют 2009 | Таллінн (EST)  | Цветана Піронкова        | Тверде (i) | Боснія і Герцеговина | Мервана Югич-Салкич Сандра Мартинович | L   | 4–6, 6–3, 3–6 |
| 2010     | Z1 RR  | 5 Лют 2010 | Лісабон (POR)  | Биляна Павлова-Димитрова | Тверде (i) | Словенія             | Андрея Клепач Маша Зец-Пешкірич       | W   | 6–1, 6–2      |
| 2013     | Z1 RR  | 7 Лют 2013 | Ейлат (ISR)    | Ізабелла Шинікова        | Тверде     | Нідерланди           | Аранча Рус Бібіана Схофс              | W   | 6–2, 7–6(7–5) |
| 2013     | Z1 RR  | 9 Лют 2013 | Ейлат (ISR)    | Ізабелла Шинікова        | Тверде     | Словенія             | Тіна Руперт Андрея Клепач             | W   | 6–2, 6–3      |
| 2014     | Z1 RR  | 6 Лют 2014 | Будапешт (HUN) | Ізабелла Шинікова        | Тверде (i) | Туреччина            | Чагла Бююкакчай Пемра Озген           | L   | 7–5, 1–6, 5–7 |
| 2014     | Z1 RR  | 7 Лют 2014 | Будапешт (HUN) | Вікторія Томова          | Тверде (i) | Білорусь             | Ілона Кремінь Ірина Шиманович         | W   | 4–6, 6–3, 7–5 |
| 2015     | Z1 RR  | 6 Лют 2015 | Будапешт (HUN) | Дія Евтімова             | Тверде (i) | Грузія               | Оксана Калашникова Сопія Шапатава     | L   | 3–6, 2–6      |
| 2016     | Z1 PO  | 6 Лют 2016 | Ейлат (ISR)    | Ізабелла Шинікова        | Тверде     | Грузія               | Оксана Калашникова Сопія Шапатава     | L   | 2–6, 6–4, 4–6 |
| 2017     | Z1 RR  | 8 Лют 2017 | Таллінн (EST)  | Сесил Каратанчева        | Тверде (i) | Ізраїль              | Юлія Глушко Шеллі Кроліцкі            | W   | 2–6, 6–3, 7–5 |
| 2017     | Z1 RR  | 9 Лют 2017 | Таллінн (EST)  | Сесил Каратанчева        | Тверде (i) | Сербія               | Бояна Маринкович Деяна Раданович      | W   | 6–1, 6–3      |